# Ветер в ивах (мюзикл)
«Ве́тер в и́вах» (рус. The Wind in The Willows) — британский мюзикл на либретто Джулиана Феллоуза, музыку и слова Джорджа Стайлса и Энтони Дрю. Основан на одноимённой повести Кеннета Грэма. Мировая премьера состоялась в 2016 году.

## История
О планах адаптировать повесть Кеннета Грэма «Ветер в ивах» в мюзикл стало известно в декабре 2011 года. Разработкой проекта занялись Джулиан Феллоуз (либретто) и Джорджа Стайлса и Энтони Дрю (музыка и стихи). В 2004 году это трио уже выпускало совместный мюзикл — «Мэри Поппинс», снискавший популярность во всём мире.
Режиссёром постановки выступила Рейчел Каванаух, сценографию создавал Питер Макинтош, свет — Говард Харрисон. Премьера прошла осенью 2016 года.